# Pottia involutifolia
Pottia involutifolia là một loài rêu trong họ Pottiaceae. Loài này được (Müll. Hal.) Müll. Hal. mô tả khoa học đầu tiên năm 1849.